# Monodontomerus menticle
Monodontomerus menticle är en stekelart som beskrevs av Grissell 2000. Monodontomerus menticle ingår i släktet Monodontomerus och familjen gallglanssteklar. Inga underarter finns listade i Catalogue of Life.